# 花の御所

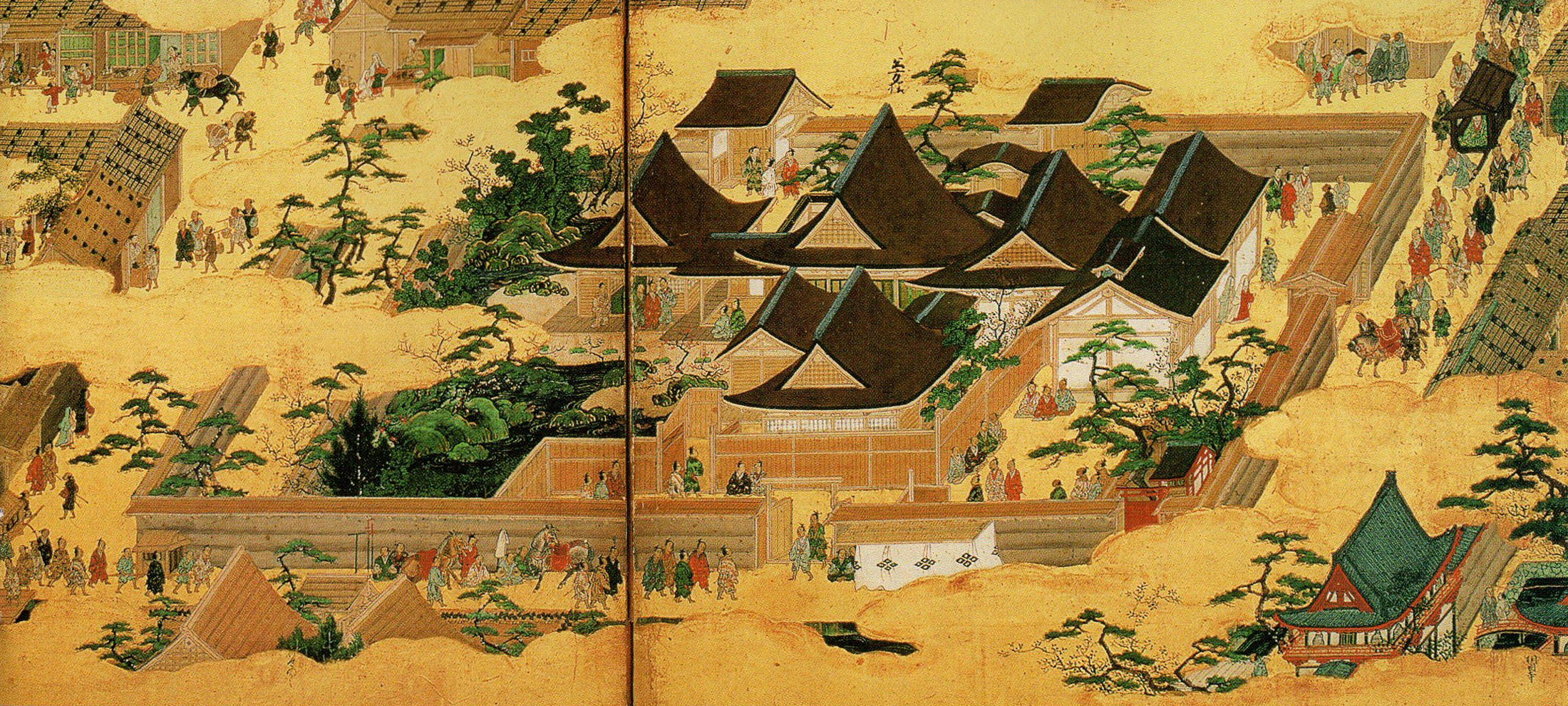
上杉本陶版『洛中洛外圖』に描かれた「花の御所」。絵の右側が北となっており、烏丸通（絵の下部）に面した東側の門から出入りする人々なども描かれている。
（京都アスニー収蔵）

花の御所（はなのごしょ）は、現在の京都府京都市上京区にあった足利将軍家の邸宅の通称（北緯35度1分50.2秒 東経135度45分31秒 / 北緯35.030611度 東経135.75861度）。敷地は東側を烏丸通、南側を今出川通、西側を室町通、北側を上立売通に囲まれた東西1町・南北2町を占めた。京都御所（北緯35度1分26.8秒 東経135度45分43.7秒 / 北緯35.024111度 東経135.762139度）がある京都御苑の北西、烏丸今出川交差点を挟んで斜め向かいの一角に位置した。

## 概要

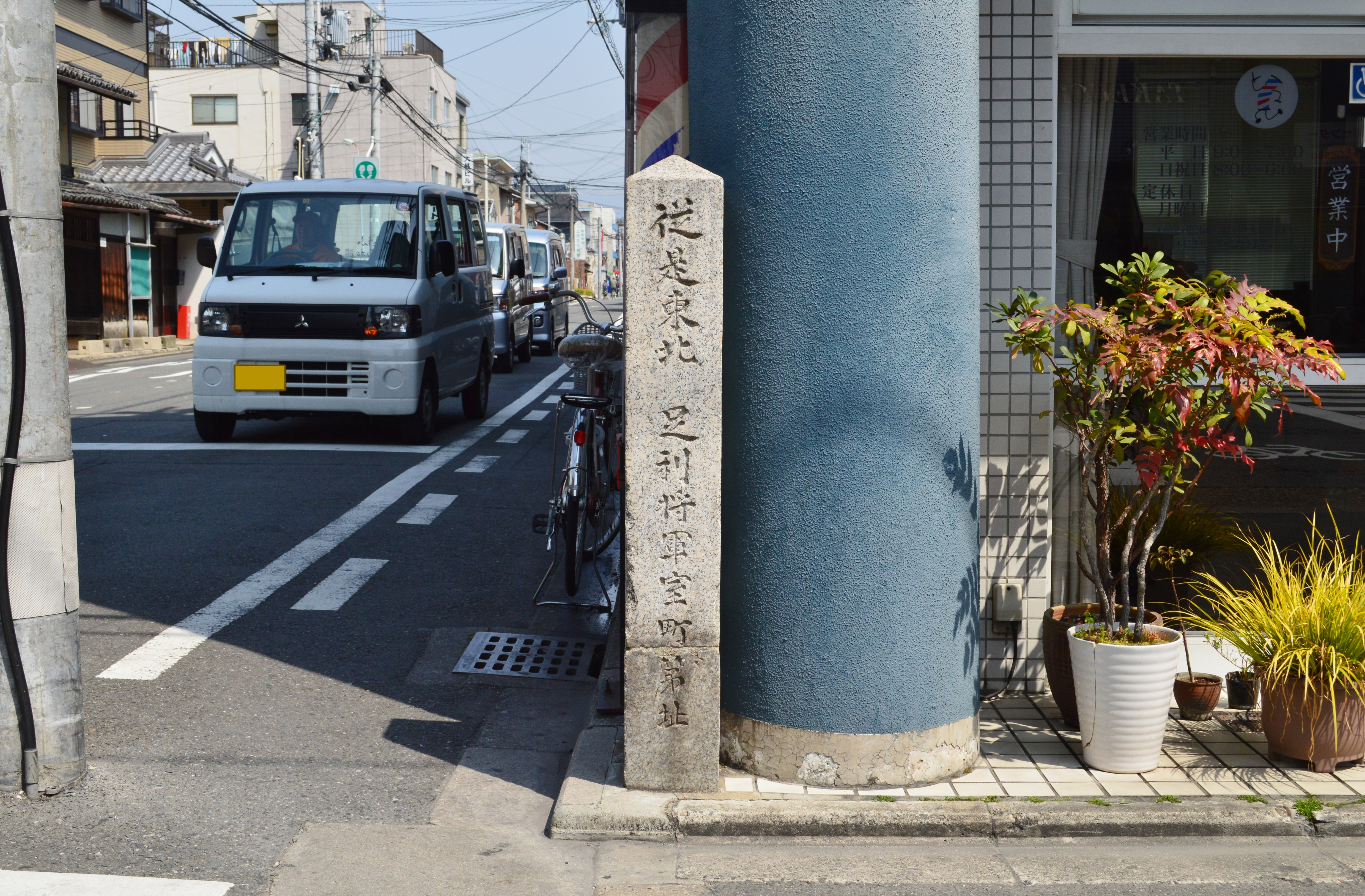
足利将軍室町第址碑

元の室町家の花亭と今出川家の菊亭を併せて1つの敷地としたため、広大な敷地を有する邸宅となった。
現在の同志社大学今出川校地の烏丸通を挟んで向かい側の場所にある同志社大学・寒梅館以南に位置していた。名残としては、邸内に建てられた岡松殿に始まる大聖寺が現存する。
室町通に面して正門が設けられたことから室町殿、室町第とも呼ばれた。この将軍の居所にちなんで足利将軍（家）の事を「室町殿（室町家）」と呼ぶ時もある。更に古くより将軍の居所は「幕府」と呼ばれる事があり、すなわち「室町幕府」である。江戸時代中期より武家政権の名前として幕府の用語が使われるようになり、足利家の政権を「室町幕府」と呼称するのはこれに由来している。また、北小路室町にあることから北小路亭とも呼ばれた。ちなみに北小路とは現在の今出川通のことである。

## 沿革
南北朝時代、後醍醐天皇と対立して京都に武家政権を開いた足利尊氏は、北朝を後見するため二条高倉に住み、2代将軍の足利義詮は父の命で鎌倉から京都に戻った際に足利直義が住んでいた三条坊門第に入った。この時の邸宅は観応の擾乱で焼失したために近くに仮の邸宅を置いていたが、将軍就任後に元の三条坊門第は、直義の鎮魂のために八幡宮とすることになり、自分はその東隣に新たな三条坊門第を造営した。八幡宮は現在の御所八幡宮のことである。
花の御所と足利家との関係は足利義詮に始まる。義詮は、室町季顕から、その邸宅である花亭を買上げて別邸とし、のちに足利家より崇光上皇に献上された。崇光上皇の御所となったことにより花亭は「花の御所」と呼ばれるようになったが、しばらくして使用されなくなった。
3代将軍となった足利義満は1378年（天授4年/永和4年）に北小路室町の崇光上皇の御所跡と今出川公直の邸宅である菊亭の焼失跡地を併せた敷地（東西1町、南北2町）に足利家の邸宅の造営を始めた。同年元の菊亭部分の施設が完成すると直ちにそれまでの三条坊門第から移住した。後にこの新しい邸宅を「上御所」、従来の坊門三条殿を「下御所」とも称するようになった。その後も工事が続けられ、翌1379年には寝殿が作られ、1381年に完成した。北小路通は土御門内裏に近く、敷地だけでも御所の2倍にも及ぶ規模の将軍邸は公家社会に対する義満のデモンストレーションを兼ねていたと思われる。また、1382年には花の御所の近くに相国寺（北緯35度1分59秒 東経135度45分43.7秒 / 北緯35.03306度 東経135.762139度）が創建され、三条坊門第の側にあった等持寺と並んで足利氏の菩提寺としての役割を果たした。
庭内には鴨川から水を引き、各地の守護大名から献上された四季折々の花木を配置したと伝わり、「花の御所」と呼ばれた。義満はここに後円融天皇や関白二条師嗣などを招いて詩歌や蹴鞠の会などを催した。
1394年に将軍職を息子の足利義持に譲ると、義満はここから新築した北山第（現鹿苑寺）へ移る。義満と不和であったとされる義持は義満の死後に元の三条坊門第を再興したが、6代将軍の足利義教が1431年再び花の御所に住んだ。8代将軍足利義政は将軍就任以前からの居所であった烏丸第を利用していたものの、後に長禄・寛正の飢饉の最中に花の御所を大改築して1459年に移り住んだ。応仁の乱が始まると、後花園上皇と後土御門天皇が戦火を避けて花の御所に避難したために、急遽仮の内裏としての設備が整備されて天皇と将軍が同じ邸内で同居する事態となったが、その御所も1476年には戦火で焼失する。その後、室町殿は何度か小規模なものながらも再建が繰り返されたが、13代将軍足利義輝が1559年に三管領家の斯波武衛家邸宅跡に二条御所を造営・移転したために廃止された。

## 跡地
安土桃山時代には、現在の京都御苑の北半分に公家町が形成された。戦乱の時代が終わり諸国に避難していた公家たちが戻り始めると、それだけでは手狭となり、南部や烏丸小路以東、北小路（今出川通）以北にも公家町は広がりを見せる。
江戸時代には花の御所がかつてあった敷地に、公家の裏辻家と錦織家が設立された。ただし大通りである今出川および室町通に面しては、商いを営む奥行きの浅い町人の町屋があったようである。

## 遺構
度重なる戦乱により幾度となく消失と再興を繰り返したため、当時の建物は残っていないが、邸内に建てられた岡松殿より始まる尼門跡寺院の大聖寺が、ほぼ当時の場所に残る（元は岡松町にあったものと思われるが、現在は隣接する御所八幡町にある）。大聖寺は足利義満が、正室の叔母（日野宣子、のちに岡松一品と称される）に花の御所内の岡松殿を与えて住まわせたことに始まるとされる。

## 花の御所模倣
室町時代の在国の守護や、その守護代などの有力被官は、各地の地方官邸で、花の御所を模倣し、方形館に庭園を造園し、主殿や会所を建てた。さらに、国人などを呼び集め、京土師器を大量に使う宴会を開催し、幕府の権威と秩序、文化を体現させて中央につながる支配の浸透を図った。

## アクセス
- 京都市営地下鉄烏丸線・今出川駅の出口2または出口4
  - 両出口は、かつての花の御所の敷地内にある。